# Митланский сапотекский язык
Митланский сапотекский язык (Didxsaj, East Central Tlacolula Zapotec, East Valley Zapotec, Mitla Zapotec, San Pablo Villa de Mitla Zapotec) — сапотекский язык, на котором говорят в долине Митла штата Оахака в Мексике.
У митланского сапотекского языка существует сантьяго-матататланский диалект.
- Алфавит из издания 1970 года: a, ä, b, c, ch, d, e, g, h, i, j, l, ḻ, m, m̱, n, ṉ, o, p, q, r, ṟ, s, t, u, w, x, y, z[2].
- Алфавит из издания 2012 года: a, ä, b, c, ch, d, dx, dz, e, f, g, h, i, j, l, ḻ, m, m̱, n, ṉ, o, p, q, r, ṟ, s, t, tz, u, v, w, x, xh, y, z, '[3].